# Fogars de la Selva
Fogars de la Selva är en kommun i Spanien.   Den ligger i provinsen Província de Barcelona och regionen Katalonien, i den östra delen av landet, 500 km öster om huvudstaden Madrid. Antalet invånare är 1 529. Arean är 32 kvadratkilometer. Fogars de la Selva gränsar till Massanes, Maçanet de la Selva, Tordera, Sant Celoni, Sant Feliu de Buixalleu och Hostalric. 
Terrängen i Fogars de la Selva är platt åt nordost, men åt sydväst är den kuperad.